# Ено Рауд
Ено Рауд (ест. Eno Raud; 15 лютого 1928, Тарту — 10 липня 1996, Хаапсалу) — естонський дитячий письменник. Найбільш відомий серією книг про трьох казкових чоловічків: Муфтика, Півчеревичка і Мохобородька. За внесок у дитячу літературу нагороджений Державною премією Естонської РСР і званням Почесного письменника Естонської РСР. Його твори перекладені іншими мовами, зокрема, українською і російською.

## Сценарії
- Вогонь в ночі (1973)